# Gentianella dacrydioides
Gentianella dacrydioides là một loài thực vật có hoa trong họ Long đởm. Loài này được (Gilg) Weaver & Rüdenberg mô tả khoa học đầu tiên năm 1975.